# Bruno Kosak
Bruno Kosak, także jako Brunon Kozak (ur. 16 czerwca 1936 w Brzeźnicy, zm. 5 listopada 2019 w Landzmierzu) – polski polityk, nauczyciel i samorządowiec, działacz mniejszości niemieckiej, poseł na Sejm I kadencji.

## Życiorys
Syn Reinholda i Marie. Był absolwentem Studium Nauczycielskiego (w zakresie wychowania fizycznego) w Raciborzu (z 1975). Do czasu przejścia na emeryturę pracował jako nauczyciel. Pełnił funkcję posła na Sejm I kadencji z ramienia Mniejszości Niemieckiej, wybranego w okręgu opolskim. W wyborach w 1993 bez powodzenia ubiegał się o reelekcję. Bezskutecznie kandydował także do Sejmu w 1997 i 2001 oraz do Senatu w 2005.
W 1998, 2002 i 2006 wybierany na radnego Sejmiku Województwa Opolskiego. W III kadencji pełnił funkcję przewodniczącego komisji współpracy z zagranicą i promocji regionu. W 2010 nie uzyskał reelekcji.
Należał do liderów Towarzystwa Społeczno-Kulturalnego Niemców na Śląsku Opolskim (był wiceprzewodniczącym, następnie został członkiem zarządu) i najbliższych współpracowników Henryka Krolla.
W 2016 został odznaczony Krzyżem Kawalerskim Orderu Zasługi Republiki Federalnej Niemiec.
Pochowany na cmentarzu komunalnym w Kędzierzynie-Koźlu.